# A Filha Perdida (filme)
The Lost Daughter (bra/prt: A Filha Perdida) é um filme estadunidense de 2021, do gênero drama, escrito e dirigido por Maggie Gyllenhaal, baseado no livro de mesmo nome escrito por Elena Ferrante.
Sua estreia mundial ocorreu em 3 de setembro de 2021 no Festival Internacional de Cinema de Veneza. Ele está programado para ler um lançamento limitado nos cinemas dos Estados Unidos em 17 de dezembro de 2021, antes do lançamento na Netflix em 31 de dezembro de 2021.

## Premissa
Uma mulher, durante as férias de verão, fica obcecada por outra mulher e sua filha, fazendo com que as memórias de sua própria maternidade voltem e a desvendem.

## Elenco
- Olivia Colman como Leda
  - Jessie Buckley como Jovem Leda
- Dakota Johnson como Nina
- Peter Sarsgaard como Professor Hardy
- Paul Mescal como Will
- Oliver Jackson-Cohen como Toni
- Ed Harris
- Dagmara Domińczyk
- Jack Farthing como Joe
- Alba Rohrwacher

## Produção
Maggie Gyllenhaal adquiriu os direitos de adaptação para o romance de Elena Ferrante  em outubro de 2018, com Gyllenhaal escrevendo e dirigindo o filme.
Em fevereiro de 2020, Olivia Colman, Jessie Buckley, Dakota Johnson e Peter Sarsgaard foram escalados para o filme. Em agosto, Paul Mescal foi adicionado. Em outubro de 2020, Oliver Jackson-Cohen se juntou ao elenco do filme. Em novembro de 2020, Ed Harris, Dagmara Domińczyk, Jack Farthing e Alba Rohrwacher se juntaram ao elenco do filme.
As filmagens começaram em setembro de 2020.

## Lançamento
Sua estreia mundial ocorreu no Festival Internacional de Cinema de Veneza em 3 de setembro de 2021. Antes disso, a Netflix adquiriu os direitos de distribuição do filme em vários países. Ele também foi exibido no Festival de Cinema de Telluride em 4 de setembro de 2021, e no Festival de Cinema de Nova Iorque em 29 de setembro de 2021. Está programado para ter um lançamento limitado nos cinemas dos Estados Unidos em 17 de dezembro de 2021, antes do lançamento na Netflix em 31 de dezembro de 2021.